# Fußball-Europameisterschaft der Frauen 2013/Gruppe C
Dieser Artikel umfasst die Spiele der Vorrundengruppe C der Fußball-Europameisterschaft der Frauen 2013 mit allen statistischen Details.
| Pl. | Land       | Sp. | S | U | N | Tore    | Diff. | Punkte |
| --- | ---------- | --- | - | - | - | ------- | ----- | ------ |
| 1.  | Frankreich | 3   | 3 | 0 | 0 | 007:100 | +6    | 09     |
| 2.  | Spanien    | 3   | 1 | 1 | 1 | 004:400 | ±0    | 04     |
| 3.  | Russland   | 3   | 0 | 2 | 1 | 003:500 | −2    | 02     |
| 4.  | England    | 3   | 0 | 1 | 2 | 003:700 | −4    | 01     |

## Frankreich – Russland 3:1 (2:0)
| Frankreich                                            | Frankreich | Russland | Russland | Aufstellung                           |
| ----------------------------------------------------- | --- | --- | -------- | ------------------------------------- |
| Frankreich                                            | \| 12. Juli 2013 um 18:00 Uhr in Norrköping (Nya Parken) \| \| Zuschauer: 2.980 \| \| Schiedsrichterin: Jenny Palmqvist ( Schweden) \| \| Spielbericht \| | \| 12. Juli 2013 um 18:00 Uhr in Norrköping (Nya Parken) \| \| Zuschauer: 2.980 \| \| Schiedsrichterin: Jenny Palmqvist ( Schweden) \| \| Spielbericht \| | Russland | Aufstellung Frankreich gegen Russland |
| Frankreich                                            | Sarah Bouhaddi – Corine Franco, Laura Georges, Wendie Renard, Laure Boulleau – Élise Bussaglia, Sandrine Soubeyrand (76. Camille Catala) – Eugénie Le Sommer, Camille Abily, Gaëtane Thiney (66. Louisa Nécib) – Marie-Laure Delie (61. Élodie Thomis) Cheftrainer: Bruno Bini | Elwira Todua – Jelena Medwed (35. Julija Gordejewa), Xenija Zybutowitsch , Alla Sidorowskaja, Olga Petrowa – Walentina Sawtschenkowa (35. Anastassija Posdejewa, 68. Tatjana Skotnikowa), Anastassija Kostjukowa, Jekaterina Sotschnewa, Nelli Korowkina, Jelena Terechowa – Jelena Morosowa Cheftrainer: Sergei Lawrentjew | Russland | Aufstellung Frankreich gegen Russland |
| Frankreich                                            | 1:0 Delie (21.) 2:0 Delie (32.) 3:0 Le Sommer (67.) | 3:1 Morosowa (84.) | Russland | Aufstellung Frankreich gegen Russland |
| Frankreich                                            | Kostjukowa (23.), Skotnikowa (90.) | | Russland | Aufstellung Frankreich gegen Russland |
| Frankreich                                            | Spieler des Spiels: Eugénie Le Sommer | | Russland | Aufstellung Frankreich gegen Russland |
| 12. Juli 2013 um 18:00 Uhr in Norrköping (Nya Parken) | | |          |                                       |
| Zuschauer: 2.980                                      | | |          |                                       |
| Schiedsrichterin: Jenny Palmqvist ( Schweden)         | | |          |                                       |
| Spielbericht                                          | | |          |                                       |

## England – Spanien 2:3 (1:1)
| England                                                   | England | Spanien | Spanien | Aufstellung                       |
| --------------------------------------------------------- | --- | --- | ------- | --------------------------------- |
| England                                                   | \| 12. Juli 2013 um 20:30 Uhr in Linköping (Arena Linköping) \| \| Zuschauer: 5.190 \| \| Schiedsrichterin: Kateryna Monsul ( Ukraine) \| \| Spielbericht \|                                                                        | \| 12. Juli 2013 um 20:30 Uhr in Linköping (Arena Linköping) \| \| Zuschauer: 5.190 \| \| Schiedsrichterin: Kateryna Monsul ( Ukraine) \| \| Spielbericht \|                                                                              | Spanien | Aufstellung England gegen Spanien |
| England                                                   | Karen Bardsley – Laura Bassett, Steph Houghton, Alex Scott, Casey Stoney – Anita Asante, Jill Scott, Fara Williams, Rachel Yankey (90.+1′ Jessica Clarke) – Eniola Aluko (72. Karen Carney), Ellen White Cheftrainerin: Hope Powell | Ainhoa – Ruth García, Marta Torrejón, Irene Paredes – Jennifer Hermoso, Silvia Meseguer, Nagore Calderón (61. Vicky Losada), Elixabet Ibarra – Sonia (73. Alexia Putellas), Adriana Martín, Verónica Boquete Cheftrainer: Ignacio Quereda | Spanien | Aufstellung England gegen Spanien |
| England                                                   | 1:1 Aluko (8.) 2:2 Bassett (89.) | 0:1 Boquete (5.) 1:2 Hermoso (86.) 2:3 Putellas (90.+3′) | Spanien | Aufstellung England gegen Spanien |
| England                                                   | Bassett (77.) | Calderón (36.), Paredes (75.) | Spanien | Aufstellung England gegen Spanien |
| England                                                   | Spieler des Spiels: Jennifer Hermoso | | Spanien | Aufstellung England gegen Spanien |
| 12. Juli 2013 um 20:30 Uhr in Linköping (Arena Linköping) | | |         |                                   |
| Zuschauer: 5.190                                          | | |         |                                   |
| Schiedsrichterin: Kateryna Monsul ( Ukraine)              | | |         |                                   |
| Spielbericht                                              | | |         |                                   |

## England – Russland 1:1 (0:1)
| England                                                   | England | Russland | Russland | Aufstellung                        |
| --------------------------------------------------------- | --- | --- | -------- | ---------------------------------- |
| England                                                   | \| 15. Juli 2013 um 18:00 Uhr in Linköping (Arena Linköping) \| \| Zuschauer: 3.629 \| \| Schiedsrichterin: Bibiana Steinhaus ( Deutschland) \| \| Spielbericht \|                                                                               | \| 15. Juli 2013 um 18:00 Uhr in Linköping (Arena Linköping) \| \| Zuschauer: 3.629 \| \| Schiedsrichterin: Bibiana Steinhaus ( Deutschland) \| \| Spielbericht \| | Russland | Aufstellung England gegen Russland |
| England                                                   | Karen Bardsley – Laura Bassett, Steph Houghton (64. Toni Duggan), Alex Scott , Casey Stoney – Anita Asante, Jill Scott, Fara Williams, Rachel Yankey (17. Karen Carney) – Eniola Aluko (78. Kelly Smith), Ellen White Cheftrainerin: Hope Powell | Elwira Todua – Anastassija Kostjukowa, Jelena Medwed, Xenija Zybutowitsch – Walentina Sawtschenkowa (84. Marija Djatschkowa), Jelena Morosowa, Olga Petrowa, Jelena Terechowa (90.+3′ Olessja Kurotschkina), Alla Sidorowskaja – Nelli Korowkina (90. Natalja Schljapina), Jekaterina Sotschnewa Cheftrainer: Sergei Lawrentjew | Russland | Aufstellung England gegen Russland |
| England                                                   | 1:1 Duggan (90.+2′) | 0:1 Korowkina (38.) | Russland | Aufstellung England gegen Russland |
| England                                                   | Williams (55.), Smith (90.+3′) | | Russland | Aufstellung England gegen Russland |
| England                                                   | Spieler des Spiels: Walentina Sawtschenkowa | | Russland | Aufstellung England gegen Russland |
| 15. Juli 2013 um 18:00 Uhr in Linköping (Arena Linköping) | | |          |                                    |
| Zuschauer: 3.629                                          | | |          |                                    |
| Schiedsrichterin: Bibiana Steinhaus ( Deutschland)        | | |          |                                    |
| Spielbericht                                              | | |          |                                    |

## Spanien – Frankreich 0:1 (0:1)
| Spanien                                               | Spanien | Frankreich | Frankreich | Aufstellung                          |
| ----------------------------------------------------- | --- | --- | ---------- | ------------------------------------ |
| Spanien                                               | \| 15. Juli 2013 um 20:30 Uhr in Norrköping (Nya Parken) \| \| Zuschauer: 5.068 \| \| Schiedsrichterin: Carina Vitulano ( Italien) \| \| Spielbericht \|                                                                                                | \| 15. Juli 2013 um 20:30 Uhr in Norrköping (Nya Parken) \| \| Zuschauer: 5.068 \| \| Schiedsrichterin: Carina Vitulano ( Italien) \| \| Spielbericht \|                                                                                                  | Frankreich | Aufstellung Spanien gegen Frankreich |
| Spanien                                               | Ainhoa – Miriam Diéguez, Marta Torrejón, Irene Paredes, Sandra (85. Erika Vázquez) – Jennifer Hermoso, Silvia Meseguer, Elixabet Ibarra – Sonia (78. Alexia Putellas), Adriana Martín (78. Vicky Losada), Verónica Boquete Cheftrainer: Ignacio Quereda | Sarah Bouhaddi – Corine Franco, Laura Georges, Wendie Renard, Laure Boulleau – Élise Bussaglia, Sandrine Soubeyrand (46. Élodie Thomis) – Camille Abily, Louisa Nécib (63. Eugénie Le Sommer), Gaëtane Thiney – Marie-Laure Delie Cheftrainer: Bruno Bini | Frankreich | Aufstellung Spanien gegen Frankreich |
| Spanien                                               | 0:1 Renard (5.) | | Frankreich | Aufstellung Spanien gegen Frankreich |
| Spanien                                               | Spieler des Spiels: Laura Georges | | Frankreich | Aufstellung Spanien gegen Frankreich |
| 15. Juli 2013 um 20:30 Uhr in Norrköping (Nya Parken) | | |            |                                      |
| Zuschauer: 5.068                                      | | |            |                                      |
| Schiedsrichterin: Carina Vitulano ( Italien)          | | |            |                                      |
| Spielbericht                                          | | |            |                                      |

## Russland – Spanien 1:1 (1:1)
| Russland                                              | Russland | Spanien | Spanien | Aufstellung                        |
| ----------------------------------------------------- | --- | --- | ------- | ---------------------------------- |
| Russland                                              | \| 18. Juli 2013 um 20:30 Uhr in Norrköping (Nya Parken) \| \| Zuschauer: 2.157 \| \| Schiedsrichterin: Jenny Palmqvist ( Schweden) \| \| Spielbericht \| | \| 18. Juli 2013 um 20:30 Uhr in Norrköping (Nya Parken) \| \| Zuschauer: 2.157 \| \| Schiedsrichterin: Jenny Palmqvist ( Schweden) \| \| Spielbericht \| | Spanien | Aufstellung Russland gegen Spanien |
| Russland                                              | Elwira Todua – Anastassija Kostjukowa (34. Darja Makarenko), Jelena Medwed, Xenija Zybutowitsch – Walentina Sawtschenkowa, Jelena Morosowa, Olga Petrowa, Jelena Terechowa, Alla Sidorowskaja – Nelli Korowkina, Jekaterina Sotschnewa (58. Julija Bessolowa) Cheftrainer: Sergei Lawrentjew | Ainhoa – Ruth García, Marta Torrejón, Irene Paredes – Jennifer Hermoso, Silvia Meseguer, Elixabet Ibarra, Vicky Losada (64. Nagore Calderón), Alexia Putellas (68. Sonia) – Adriana Martín (84. Erika Vázquez), Verónica Boquete Cheftrainer: Ignacio Quereda | Spanien | Aufstellung Russland gegen Spanien |
| Russland                                              | 1:1 Terechowa (44.) | 0:1 Boquete (14.) | Spanien | Aufstellung Russland gegen Spanien |
| Russland                                              | Medwed (58.), Korowkina (83.) | | Spanien | Aufstellung Russland gegen Spanien |
| Russland                                              | Spieler des Spiels: Verónica Boquete | | Spanien | Aufstellung Russland gegen Spanien |
| 18. Juli 2013 um 20:30 Uhr in Norrköping (Nya Parken) | | |         |                                    |
| Zuschauer: 2.157                                      | | |         |                                    |
| Schiedsrichterin: Jenny Palmqvist ( Schweden)         | | |         |                                    |
| Spielbericht                                          | | |         |                                    |

## Frankreich – England 3:0 (1:0)
| Frankreich                                                | Frankreich | England | England | Aufstellung                          |
| --------------------------------------------------------- | --- | --- | ------- | ------------------------------------ |
| Frankreich                                                | \| 18. Juli 2013 um 20:30 Uhr in Linköping (Arena Linköping) \| \| Zuschauer: 7.332 \| \| Schiedsrichterin: Kirsi Heikkinen ( Finnland) \| \| Spielbericht \| | \| 18. Juli 2013 um 20:30 Uhr in Linköping (Arena Linköping) \| \| Zuschauer: 7.332 \| \| Schiedsrichterin: Kirsi Heikkinen ( Finnland) \| \| Spielbericht \|                                                                                     | England | Aufstellung Frankreich gegen England |
| Frankreich                                                | Céline Deville – Corine Franco, Wendie Renard, Sabrina Delannoy, Jessica Houara – Sandrine Soubeyrand (46. Élise Bussaglia), Amandine Henry (61. Camille Catala) – Élodie Thomis, Louisa Nécib, Gaëtane Thiney (46. Camille Abily) – Eugénie Le Sommer Cheftrainer: Bruno Bini | Karen Bardsley – Sophie Bradley, Steph Houghton, Alex Scott, Casey Stoney – Anita Asante (46. Jill Scott), Fara Williams, Karen Carney (73. Jessica Clarke) – Eniola Aluko (60. Kelly Smith), Toni Duggan, Ellen White Cheftrainerin: Hope Powell | England | Aufstellung Frankreich gegen England |
| Frankreich                                                | 1:0 Le Sommer (9.) 2:0 Nécib (62.) 3:0 Renard (64.) | | England | Aufstellung Frankreich gegen England |
| Frankreich                                                | Williams (76.) | | England | Aufstellung Frankreich gegen England |
| Frankreich                                                | Spieler des Spiels: Louisa Necib | | England | Aufstellung Frankreich gegen England |
| 18. Juli 2013 um 20:30 Uhr in Linköping (Arena Linköping) | | |         |                                      |
| Zuschauer: 7.332                                          | | |         |                                      |
| Schiedsrichterin: Kirsi Heikkinen ( Finnland)             | | |         |                                      |
| Spielbericht                                              | | |         |                                      |